# 河原まゆ
河原 まゆ（かわはら まゆ、1994年8月17日 - ）は、日本のグラビアモデル、女性タレント。千葉県出身。ゼロイチファミリアに所属。

## 略歴
2019年にデジタル写真集「image.tv 河原まゆ vol.1」を発売。そして大衆酒場まゆをオープンする。新型コロナウイルスの影響での休業を経たのち、2021年にスナックまゆちゃんをオープンした。
2022年10月に大衆酒場まゆは期間限定で大衆酒場パラダイスへリニューアルされた。
2023年04月皆に愛されたスナックまゆちゃん、盛大に閉店となった。

## 人物
ナース資格（看護師国家資格）を持っている。
酒、犬、ゲーム、競馬が好きで、野球観戦も好み、東京ヤクルトスワローズのファンである。
好きな食べ物はいくら、ビール、チーズ、酒のあて、しょっぱい味が好みと答えている。
趣味はお酒、特技は二日酔いである。またTwitchでゲーム配信を行なっている。

## 出演

### テレビ
- ゴットタン（テレビ東京）[5]
- ゼロイチファミリアは褒められたい（毎日放送）

### ラジオ
- 「競馬の面白味←とは?」（渋谷クロスFM）- レギュラー[1]

## 作品

### デジタル写真集
- image.tv 河原まゆ vol.1（2019年7月14日、デジタルブックファクトリー）